# Fedor Adrianovich Jeftichew

Fedor Jeftichew

Fedor Jeftichew (tên thật: Фёдор Евтищев, Fyodor Yevtishchev; 1868 – 31 tháng 1 năm 1904), được biết đến với cái tên Jo-Jo the Dog-Faced Boy (tên sau này là Jo-Jo the Dog-Faced Man), là một diễn viên nổi tiếng.
Ông sinh ở Sankt-Peterburg, Nga và đã bị mắc chứng tăng lông tóc. Ông đã đi lưu diễn cùng người cha, Adrian Jeftichew, cũng bị căn bệnh quái ác này và đã biểu diễn ở các rạp xiếc tại Pháp. Fedor thậm chí còn ký hợp đồng với P.T. Barnum, người đã đưa ông tới Hoa Kỳ vào năm 1884, khi ông 16 tuổi.
Barnum đã tạo ra một câu chuyện liên quan tới người thợ săn ở Kostroma, người đã theo dõi Fedor và người cha đến cái hang nơi sinh sống của họ và đã bắt họ tại đây. Barnum đã miêu tả Adrian như một dã nhân. Barnum đã tạo ấn tượng rằng vẻ ngoài Fedor giống một con chó và giải thích rằng ông ta đã thấy bối rối khi Fedor còn có thể sủa và gầm gừ. Trong các buổi diễn, Fedor có nhiệm vụ phải làm như vậy.
Fedor có thể nói được tiếng Nga, tiếng Đức, tiếng Anh và đã đi lưu diễn khắp châu Âu và Hoa Kỳ.
Ông mất ở Thessaloniki, Thổ Nhĩ Kỳ (bây giờ là một phần thuộc Hy Lạp), vì căn bệnh viêm phổi.
Ở Viện bảo tàng nhân chủng học Moskva trưng bày mô hình hai bố con Andrian Jeftichew có lông dài trùm kín toàn thân.